# Tincques
Tincques település Franciaországban, Pas-de-Calais megyében. Lakosainak száma 808 fő (2022. január 1.). Tincques Chelers, Averdoingt, Bailleul-aux-Cornailles, Berles-Monchel, Penin és Villers-Brûlin községekkel határos.

## Népesség
A település népessége az elmúlt években az alábbi módon változott:
| Lakosok száma | 859  | 838  | 848  | 825  | 820  | 816  | 811  | 806  | 808  |
|               | 2013 | 2015 | 2016 | 2017 | 2018 | 2019 | 2020 | 2021 | 2022 |